# Anindya Sinha
Anindya Sinha (Calcutta, ...) è uno zoologo e botanico indiano.

## Biografia
Anindya Sinha è figlio del regista Tapan Sinha e dell'attrice Arundhati Devi.
Laureato in botanica, zoologia e biologia all'Università di Calcutta nel 1982, si specializzò poi, nella stessa università, in citogenetica. Ha poi conseguito un dottorato in biologia molecolare al Tata Institute of Fundamental Research di Mumbai.
Ha fatto ricerca soprattutto nel campo della cognizione e della consapevolezza dei primati, ma è coinvolto anche in diversi progetti che riguardano la loro genetica.
Il suo nome è inoltre legato alla scoperta e alla descrizione del macaco d'Arunachal.
Insegna al National Institute of Advanced Studies di Bangalore.